# Moscow Raceway
Il Moscow Raceway è un circuito automobilistico e motociclistico situato nei pressi di Syčëvo, nel Volokolamskij rajon, a circa 80 chilometri ad ovest di Mosca, in Russia.

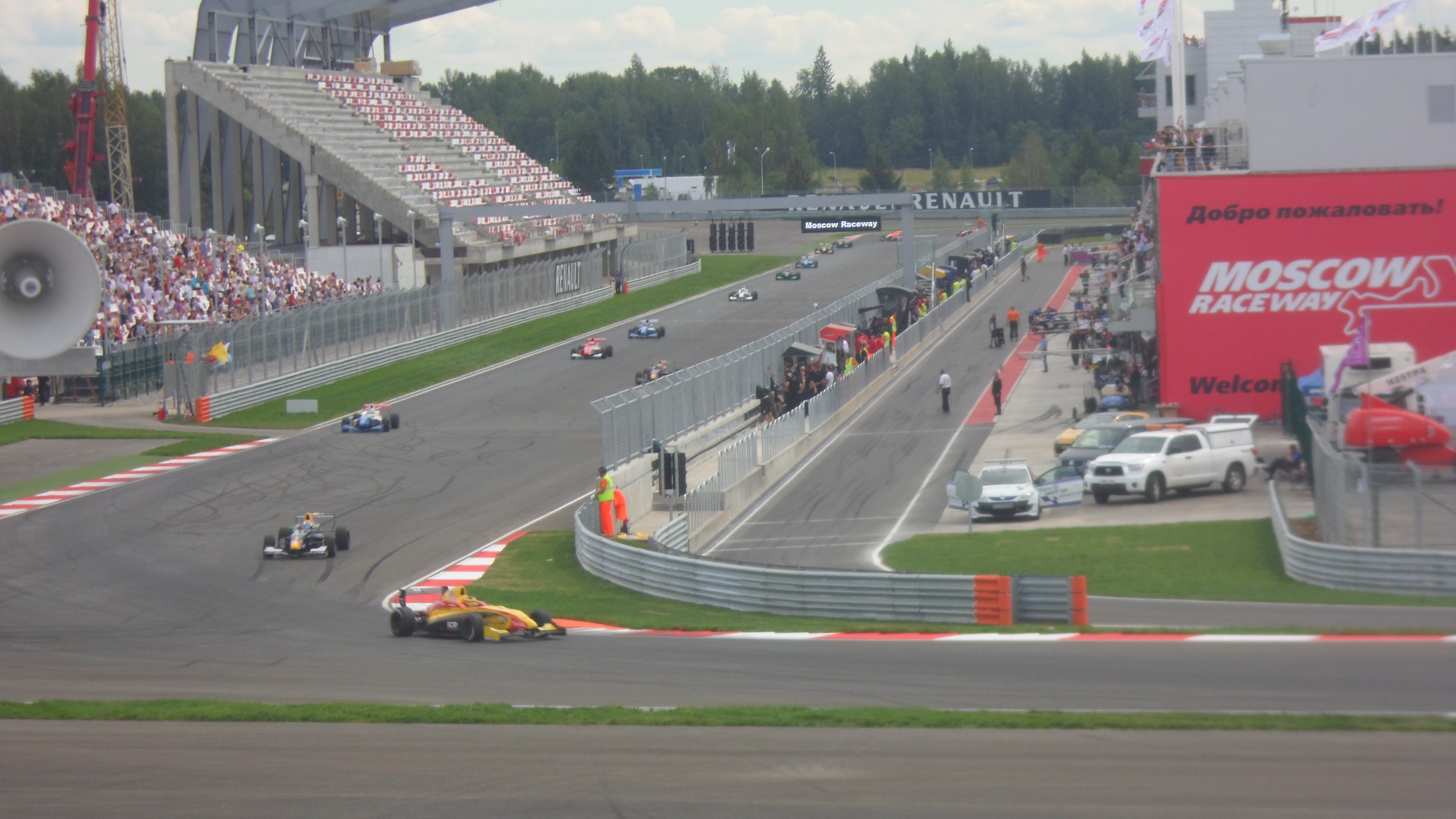
Il rettilineo d'arrivo e la prima curva

I lavori di costruzione del tracciato, progettato dall'architetto tedesco Hermann Tilke, sono iniziati nell'ottobre 2008 e dopo un periodo di interruzione sono ripartiti a giugno del 2010, per poi terminare a metà del 2012.
Il circuito presenta un totale di 18 configurazioni differenti, che variano da un massimo di 4 070 metri a un minimo di 1 357 m di lunghezza; quelle principali sono due, una di 3 955 m per le competizioni automobilistiche e l'altra, lunga invece 3 931 m, destinata alle gare motociclistiche.
Le prime competizioni organizzate sul tracciato sono state quelle della World Series by Renault tra il 14 e il 15 luglio 2012; inoltre la pista è stata inclusa nel calendario della stagione 2012 del campionato mondiale Superbike, con un weekend di gara tenutosi nel mese di agosto. Nel 2013 l'autodromo ha anche ospitato il campionato del mondo turismo e il DTM.